# BREATHE IN...
『BREATHE IN...』（ブリーズ・イン...）は日本の音楽ユニット、FAKE?によるメジャー・デビュー・アルバム。2002年7月10日にeast west japanから発売。

## 概要
初回盤のみCD EXTRA仕様で、先行シングル「TASTE MAXIMUM」「SOMEDAY」2曲のミュージック・ビデオを収録。

## 収録曲
作詞・作曲・編曲：FAKE?
1. TASTE MAXIMUM（4:24）[1]
2. UTOPIA（3:01）[1]
3. STATIC（5:02）[1]
4. ARE YOU OUT THERE?（2:19）[1]
5. LARVA（4:30）[1]
6. SOMEDAY（3:30）[1]
7. GARDEN（3:53）[1]
8. CHEMICAL IN ME（4:53）[1]
9. BELONG（1:48）[1]
10. INTO EVERYTHING（3:37）[1]
11. 3×3（2:21）[1]
12. SNOW（5:24）[1]
13. LEMONTUNE（5:39）[1]
14. GAME（6:59）[1]